# Oparanthus teikiteetinii
Oparanthus teikiteetinii là một loài thực vật có hoa trong họ Cúc. Loài này được (J.Florence & Stuessy) R.K.Shannon & W.L.Wagner mô tả khoa học đầu tiên năm 1997.